# 芽室川
芽室川（めむろがわ）は、北海道十勝総合振興局管内を流れる十勝川水系十勝川支流の一級河川である。地名語源は、アイヌ語のメモロ・ペツ（泉地の処にある川）から。
2025年3月25日から洪水予報の対象河川となった。

## 地理
北海道上川郡清水町の芽室岳に源を発し、十勝平野を東に流れる。河西郡芽室町で十勝川に合流する。

## 流域の自治体
北海道
上川郡清水町、河西郡芽室町

## 支流
- 豊郷川
- 熊の沢川
- 造林沢川
- 久山川
  - 中野川
  - イソイ川
    - 手洗川
- 御上川
- 御影昭和川
- 御影中央川
  - 島田川
    - ポンサネンコロ川
- 渋山川
  - 冷水川
  - 登沢川
  - 雨山川
  - パンケホロナイ川

## 主な橋梁
- 旭山橋 - 北海道道55号清水大樹線
- 昭和橋
- 上芽室橋
- 日進橋
- 西芽室橋
- 芽室川橋梁 - JR根室本線
- 芽室橋 - 国道38号線
- 毛根中島橋